# Borówki (województwo dolnośląskie)
Borówki – wieś w Polsce położona w województwie dolnośląskim, w powiecie bolesławieckim, w gminie Gromadka.

## Położenie
Wieś leży niemal w centrum Borów Dolnośląskich – w obrębie leśnym Wierzbowa.
W latach 1975–1998 miejscowość administracyjnie należała do województwa legnickiego.
Na północ od wsi znajduje się rezerwat przyrody Torfowisko Borówki.